# Шевцов Микола Миколайович (генерал)
Мико́ла Микола́йович Шевцо́в — генерал-лейтенант Збройних сил України. Начальник Головного управління логістики Генерального штабу.

## З життєпису
У листопаді 2013-го полковник Микола Шевцов — т.в.о. заступника командувача військ оперативного командування «Північ».
Станом на жовтень 2015-го — начальник Озброєння Збройних Сил України. З жовтня 2015 — генерал-майор.
З травня 2019 — генерал-лейтенант.